# 維納斯 (佛羅里達州)
維納斯（英語：Venus）是位於美國佛羅里達州高地縣的一個非建制地區。該地的面積和人口皆未知。

## 地理
維納斯的座標為27°04′01″N 81°21′25″W / 27.06694°N 81.35694°W，而該地的平均海拔高度為25米（即82英尺）。